# 江富強
江富強（英語：Kong Fu Keung，1961年6月1日—）香港無綫電視基本藝人合約男藝員，外號「刀疤」、「刀疤強」。他早年於九龍上秀茂坪徙置區45座長大。

## 演出作品

### 電視劇（無綫電視）
- 天涯俠醫
- 法證先鋒II
- 烈火雄心3
- 學警狙擊
- 巾幗梟雄
- 王老虎搶親 (電視劇)
- 古靈精探B
- 施公奇案II
- 桌球天王
- 畢打自己人
- 富貴門
- 仁心解碼
- 飛女正傳 (電視劇)
- 摘星之旅
- 掌上明珠
- 老公萬歲
- 鐵馬尋橋
- 廉政行動2009
- 新重案傳真
- 五味人生
- 囧探查過界
- 誘情轉駁
- 搜下留情
- 情越雙白線
- 刑警 (無綫電視劇)
- Only You 只有您
- 團圓 (無綫電視劇)
- 巾幗梟雄之義海豪情
- 女人最痛
- 讀心神探
- 隔離七日情
- 天天天晴
- 洪武三十二
- 怒火街頭
- 點解阿Sir係阿Sir
- 居家兵團
- 女拳
- 真相 (無綫電視劇)
- 缺宅男女
- 花花世界花家姐
- 萬凰之王
- 心戰 (無綫電視劇)
- 飛虎 (無綫電視劇)
- 誰家灶頭無煙火
- 拳王
- 潛行狙擊
- 回到三國
- 4 In Love (無綫電視劇)
- 廉政行動 (電視劇)
- 怒火街頭2
- 換樂無窮
- 造王者 (無綫電視劇)
- 東西宮略
- 耀舞長安
- 結·分@謊情式
- 護花危情
- 女警愛作戰
- 名媛望族
- 大太監
- 雷霆掃毒
- 愛·回家 (第一輯)
- 巴不得媽媽...
- 法網狙擊
- 戀愛季節
- 心路GPS
- 仁心解碼II
- 好心作怪
- 巨輪
- 情逆三世緣
- 天與地角色列表
- 巾帼枭雄之谍血长天
- 舌劍上的公堂
- 飛虎II
- 貓屎媽媽
- 寒山潛龍
- 點金勝手
- 載得有情人
- 新抱喜相逢
- 使徒行者
- 公公出宮
- 八卦神探
- 無雙譜 (2015年電視劇)
- 宦海奇官
- 叛逃 (電視劇)
- 流氓皇帝 (2016年電視劇)
- 廉政行動2014
- 樓奴 (無綫電視劇)
- 鐵馬戰車
- 愛·回家角色列表
- 衝線
- 潮拜武當
- 殭
- 收規華
- 巨輪II
- 末代御醫
- 警犬巴打
- 味想天開
- 城寨英雄
- 超能老豆
- 財神駕到
- 火線下的江湖大佬
- 一屋老友記
- 親親我好媽
- 與諜同謀
- 愛·回家之八時入席
- 來自喵喵星的妳
- 完美叛侶
- 全職沒女
- 三個女人一個「因」
- 心理追兇 Mind Hunter
- 迷 (無綫電視劇)
- 翻生武林
- 我瞞結婚了
- 降魔的
- 超時空男臣
- 老表，畢業喇！
- 使徒行者2
- 溏心風暴3
- 波士早晨
- 天命 (無綫電視劇)
- 誇世代
- 大帥哥
- 燦爛的外母
- 逆緣
- 特技人
- 果欄中的江湖大嫂
- 是咁的，法官閣下
- 兄弟 (無綫電視劇)
- 荷里活有個大老千
- 白色強人
- 金宵大廈
- 福爾摩師奶
- 街坊財爺
- 鐵探
- 牛下女高音
- 解決師
- 機場特警 (無綫電視劇)
- 她她她的少女時代
- 黃金有罪
- 法證先鋒IV
- 大醬園
- 法證先鋒IV
- 機動部隊2019
- 愛·回家之開心速遞角色列表
- 丫鬟大聯盟
- 伙記辦大事
- 降魔的2.0
- 殺手
- 那些我愛過的人
- 迷網
- 反黑路人甲
- 過街英雄
- C9特工
- 踩過界II
- 失憶24小時
- 逆天奇案
- 一笑渡凡間
- 寶寶大過天
- 我家無難事
- 把關者們
- 換命真相
- 拳王
- 十月初五的月光

- 天涯俠醫
- 法證先鋒II
- 烈火雄心3
- 學警狙擊
- 巾幗梟雄
- 王老虎搶親 (電視劇)
- 古靈精探B
- 施公奇案II
- 桌球天王
- 畢打自己人
- 富貴門
- 仁心解碼
- 飛女正傳 (電視劇)
- 摘星之旅
- 掌上明珠
- 老公萬歲
- 鐵馬尋橋
- 廉政行動2009
- 新重案傳真
- 五味人生
- 囧探查過界
- 誘情轉駁
- 搜下留情
- 情越雙白線
- 刑警 (無綫電視劇)
- Only You 只有您
- 團圓 (無綫電視劇)
- 巾幗梟雄之義海豪情
- 女人最痛
- 讀心神探
- 隔離七日情
- 天天天晴
- 洪武三十二
- 怒火街頭
- 點解阿Sir係阿Sir
- 居家兵團
- 女拳
- 真相 (無綫電視劇)
- 缺宅男女
- 花花世界花家姐
- 萬凰之王
- 心戰 (無綫電視劇)
- 飛虎 (無綫電視劇)
- 誰家灶頭無煙火
- 拳王
- 潛行狙擊
- 回到三國
- 4 In Love (無綫電視劇)
- 廉政行動 (電視劇)
- 怒火街頭2
- 換樂無窮
- 造王者 (無綫電視劇)
- 東西宮略
- 耀舞長安
- 結·分@謊情式
- 護花危情
- 女警愛作戰
- 名媛望族
- 大太監
- 雷霆掃毒
- 愛·回家 (第一輯)
- 巴不得媽媽...
- 法網狙擊
- 戀愛季節
- 心路GPS
- 仁心解碼II
- 好心作怪
- 巨輪
- 情逆三世緣
- 天與地角色列表
- 巾帼枭雄之谍血长天
- 舌劍上的公堂
- 飛虎II
- 貓屎媽媽
- 寒山潛龍
- 點金勝手
- 載得有情人
- 新抱喜相逢
- 使徒行者
- 公公出宮
- 八卦神探
- 無雙譜 (2015年電視劇)
- 宦海奇官
- 叛逃 (電視劇)
- 流氓皇帝 (2016年電視劇)
- 廉政行動2014
- 樓奴 (無綫電視劇)
- 鐵馬戰車
- 愛·回家角色列表
- 衝線
- 潮拜武當
- 殭
- 收規華
- 巨輪II
- 末代御醫
- 警犬巴打
- 味想天開
- 城寨英雄
- 超能老豆
- 財神駕到
- 火線下的江湖大佬
- 一屋老友記
- 親親我好媽
- 與諜同謀
- 愛·回家之八時入席
- 來自喵喵星的妳
- 完美叛侶
- 全職沒女
- 三個女人一個「因」
- 心理追兇 Mind Hunter
- 迷 (無綫電視劇)
- 翻生武林
- 我瞞結婚了
- 降魔的
- 超時空男臣
- 老表，畢業喇！
- 使徒行者2
- 溏心風暴3
- 波士早晨
- 天命 (無綫電視劇)
- 誇世代
- 大帥哥
- 燦爛的外母
- 逆緣
- 特技人
- 果欄中的江湖大嫂
- 是咁的，法官閣下
- 兄弟 (無綫電視劇)
- 荷里活有個大老千
- 白色強人
- 金宵大廈
- 福爾摩師奶
- 街坊財爺
- 鐵探
- 牛下女高音
- 解決師
- 機場特警 (無綫電視劇)
- 她她她的少女時代
- 黃金有罪
- 法證先鋒IV
- 大醬園
- 機動部隊2019
- 愛·回家之開心速遞角色列表
- 丫鬟大聯盟
- 伙記辦大事
- 降魔的2.0
- 殺手
- 那些我愛過的人
- 迷網
- 反黑路人甲
- 過街英雄
- C9特工
- 踩過界II
- 失憶24小時
- 逆天奇案
- 一笑渡凡間
- 寶寶大過天
- 我家無難事
- 把關者們
- 換命真相
- 拳王
- 十月初五的月光

| 首播   | 劇名                  | 角色                                                                                                | 備註 |
| 2022年 | 異搜店                | |      |
| 2022年 | 鐵拳英雄              | |      |
| 2022年 | 飛虎之壯志英雄        | |      |
| 2022年 | 雙生陌生人            | |      |
| 2022年 | 十八年後的終極告白2.0 | |      |
| 2022年 | 回歸光影頌: 曙光      | |      |
| 2022年 | 回歸                  | |      |
| 2022年 | 痞子殿下              | |      |
| 2022年 | 白色強人II            | |      |
| 2022年 | 美麗戰場              | |      |
| 2023年 | 黃金萬両              | |      |
| 2023年 | 新四十二章            | |      |
| 2023年 | 法言人                | |      |
| 2023年 | 破毒強人              | 貨櫃場保安（第2、5集） 病人（第5集） 手下（第5集） 街坊（第19集） 市民（第20集） 病人家屬（第21集） |      |
| 2025年 | 奪命提示              | 教練                                                                                                |      |
| 2025年 | 執法者們              | 宋基德                                                                                              |      |

## 外部連結
- 江富強在香港影庫上的簡介
- 江富強在互联网电影资料库（IMDb）上的資料（英文）
- 江富強在tvb.com的資料
- Hong Kong Performing Artistes Guild | 江富強 - 香港演藝人協會 （页面存档备份，存于）
- 江富強的廣播- tvb.com微博- tvb.com （页面存档备份，存于）
- 江富強的新浪微博